# Nepal nos Jogos Olímpicos de Verão de 2024
Nepal participou dos Jogos Olímpicos de Verão de 2024, realizados em Paris, na França. Foi a 15.ª aparição do país nos Jogos Olímpicos de Verão desde a estreia em Tóquio 1964.
Foi representado por sete atletas que competiram em seis esportes, mas nenhum conquistou medalhas.

## Competidores
Esta foi a participação por modalidade nesta edição:
| Esporte       | Masculino | Feminino | Total |
| ------------- | --------- | -------- | ----- |
| Atletismo     | 0         | 1        | 1     |
| Badminton     | 1         | 0        | 1     |
| Judô          | 0         | 1        | 1     |
| Natação       | 1         | 1        | 2     |
| Tênis de mesa | 1         | 0        | 1     |
| Tiro          | 0         | 1        | 1     |
| Total         | 3         | 4        | 7     |

## Desempenho

### Atletismo
Feminino
Eventos de estrada
| Atleta            | Evento   | Final   | Final | Ref.  |
| Atleta            | Evento   | Tempo   | Pos.  | Ref.  |
| ----------------- | -------- | ------- | ----- | ----- |
| Santoshi Shrestha | Maratona | 2:55:06 | 79    | [ 5 ] |

### Badminton
Masculino
| Atleta       | Evento  | Fase de grupos       | Fase de grupos       | Fase de grupos        | Fase de grupos | Oitavas              | Quartas              | Semifinal            | Final / DB           | Final / DB | Ref.  |
| Atleta       | Evento  | Adversário Resultado | Adversário Resultado | Adversário Resultado  | Pos.           | Adversário Resultado | Adversário Resultado | Adversário Resultado | Adversário Resultado | Pos.       | Ref.  |
| ------------ | ------- | -------------------- | -------------------- | --------------------- | -------------- | -------------------- | -------------------- | -------------------- | -------------------- | ---------- | ----- |
| Prince Dahal | Simples | DEN V Axelsen D 0–2  | IRL N Nguyen D 0–2   | ISR M Zilberman D 0–2 | 4              | Não avançou          | Não avançou          | Não avançou          | Não avançou          | =38        | [ 6 ] |

### Judô
Feminino
| Atleta                  | Evento    | Primeira fase         | Oitavas              | Quartas              | Semifinais           | Repescagem           | Final / DB           | Final / DB | Ref.  |
| Atleta                  | Evento    | Adversário Resultado  | Adversário Resultado | Adversário Resultado | Adversário Resultado | Adversário Resultado | Adversário Resultado | Pos.       | Ref.  |
| ----------------------- | --------- | --------------------- | -------------------- | -------------------- | -------------------- | -------------------- | -------------------- | ---------- | ----- |
| Manita Shrestha Pradhan | Até 57 kg | SRB M Perišić D 00–10 | Não avançou          | Não avançou          | Não avançou          | Não avançou          | Não avançou          | =17        | [ 7 ] |

### Natação
Masculino
| Atleta         | Evento      | Eliminatórias | Eliminatórias | Semifinal   | Semifinal   | Final       | Final       | Ref.  |
| Atleta         | Evento      | Tempo         | Pos.          | Tempo       | Pos.        | Tempo       | Pos.        | Ref.  |
| -------------- | ----------- | ------------- | ------------- | ----------- | ----------- | ----------- | ----------- | ----- |
| Alexander Shah | 100 m livre | 51.91         | 59            | Não avançou | Não avançou | Não avançou | Não avançou | [ 8 ] |

Feminino
| Atleta     | Evento      | Eliminatórias | Eliminatórias | Semifinal   | Semifinal   | Final       | Final       | Ref.  |
| Atleta     | Evento      | Tempo         | Pos.          | Tempo       | Pos.        | Tempo       | Pos.        | Ref.  |
| ---------- | ----------- | ------------- | ------------- | ----------- | ----------- | ----------- | ----------- | ----- |
| Duana Lama | 200 m livre | 2:20.74       | 30            | Não avançou | Não avançou | Não avançou | Não avançou | [ 9 ] |

### Tênis de mesa
Masculino
| Atleta          | Evento  | Preliminar           | Primeira rodada      | Segunda rodada       | Oitavas de final     | Quartas de final     | Semifinal            | Final                | Final       | Ref.   |
| Atleta          | Evento  | Adversário Resultado | Adversário Resultado | Adversário Resultado | Adversário Resultado | Adversário Resultado | Adversário Resultado | Adversário Resultado | Pos.        | Ref.   |
| --------------- | ------- | -------------------- | -------------------- | -------------------- | -------------------- | -------------------- | -------------------- | -------------------- | ----------- | ------ |
| Santoo Shrestha | Simples | SEN I Diaw D 0–4     | Não avançou          | Não avançou          | Não avançou          | Não avançou          | Não avançou          | Não avançou          | Não avançou | [ 10 ] |

### Tiro
Feminino
| Atleta         | Evento              | Qualificação | Qualificação | Final       | Final       | Ref.   |
| Atleta         | Evento              | Marca        | Pos.         | Marca       | Pos.        | Ref.   |
| -------------- | ------------------- | ------------ | ------------ | ----------- | ----------- | ------ |
| Sushmita Nepal | Carabina de ar 10 m | 607.8        | 42           | Não avançou | Não avançou | [ 11 ] |